# Alfa Romeo Giulietta Goccia
L'Alfa Romeo Giulietta Goccia, anche conosciuta come Alfa Romeo Giulietta Sprint Veloce Goccia è un'autovettura sportiva one-off del 1961, realizzata da Giovanni Michelotti su base Alfa Romeo Giulietta Sprint Veloce. Il suo soprannome, goccia, deriva dalla sua particolare configurazione aerodinamica.

## Storia
L'esemplare uscì dalla fabbrica nel 1957 come Alfa Romeo Giulietta Sprint Veloce (Tipo 750E, numero di telaio #04718). Qualche anno dopo venne ricarrozzata dalla casa milanese Zagato come "SVZ", dotata di un corpo vettura più aerodinamico di quello di serie di serie.
Nel 1961 la Giulietta SVZ #04718 ricevette una nuova carrozzeria in alluminio disegnata da Giovanni Michelotti che, lasciando inalterato il passo, disegnò una silhouette bassa e slanciata, con una calandra a tre lobi il frontale reminiscente degli modelli contemporanei Alfa Romeo. Il motore 1290 cc della Giulietta Sprint fu elaborato da Riccardo Michi per il preparatore torinese Conrero raggiungendo la potenza di 130 cv a 7700 rpm, molti di più rispetto al motore di serie.
Il debutto sportivo della vettura avvenne lo stesso anno alla III Coppa Ascari a Monza, dove la Goccia, pilotata dalla coppia Gino Munaron - Paolo De Leonibus, ottenne il secondo miglior tempo nelle prove (superata solo dalla Giulietta SZ "coda tonda" della Scuderia Sant Ambroeus pilotata da Consalvo Sanesi) e rimase in testa alla corsa per la prima ora di gara, salvo poi chiudere al 6º posto a causa di una rottura all'impianto di scarico e un problema alla frizione.
Più tardi quello stesso anno la Goccia, pilotata da Carlo Peroglio, si aggiudicò la vittoria di classe alla Aosta-Pila, con un terzo posto generale fra le auto Gran Turismo, precedendo la prima SZ arrivata al traguardo di 15 secondi.